# Aretsried
Aretsried ist ein Pfarrdorf und Gemeindeteil des Marktes Fischach im schwäbischen Landkreis Augsburg in Bayern (Deutschland).
Zur gleichnamigen Gemarkung gehört auch der Weiler Heimberg. Aretsried liegt in den Stauden. Die Kreisstraße A 2 führt von der Kreisstraße A 1 in Häder über Aretsried weiter nach Fischach.

## Geschichte
Von 1862 bis 1929 gehörte Aretsried zum Bezirksamt Zusmarshausen und ab 1929 zum Bezirksamt Augsburg, das ab 1939 dann als Landkreis Augsburg bezeichnet wurde.
Aretsried war mit seinem Ortsteil Heimberg eine selbstständige Gemeinde und wurde am 1. Juli 1972 im Zuge der Gebietsreform in Bayern in den Markt Fischach eingemeindet.
Die katholische Pfarrei St. Pankratius in Aretsried gehört zur Pfarreiengemeinschaft Fischach im Dekanat Schwabmünchen im Bistum Augsburg. Zur Pfarrei gehören auch noch die Heimbergermühle (ein Teil von Heimberg) und Teile von Reitenbuch.

## Wirtschaft
In Aretsried befindet sich der Sitz einiger Tochterunternehmen der luxemburgischen Unternehmensgruppe Theo Müller, eines Milchkonzerns, darunter der Molkerei Alois Müller GmbH & Co. KG. 

## Söhne und Töchter der Gemeinde
- Theo Müller (* 1940), Unternehmer